# Спатаево
Спатаево (каз. Спатаев, до 199? г. — Коктобе) — село в Ордабасинском районе Туркестанской области Казахстана. Входит в состав Торткольского сельского округа. Код КАТО — 514653900.

## Население
В 1999 году население села составляло 986 человек (504 мужчины и 482 женщины). По данным переписи 2009 года, в селе проживали 1144 человека (570 мужчин и 574 женщины).